# NK Draganić
NK Draganić je nogometni klub iz Draganića.
Trenutačno se natječe se u 1. ŽNL Karlovačkoj.

## Povijest
Klub je osnovan 1948. godine nakon 2. svjetskog rata pod imenom NK Goljak (ime dobio po mjesnom centru gdje se klub nalazio). 50-ih godina klub se seli u staru općinsku zgradu u Draganiću, bliže centru mjesnog ureda, te tada klub mijenja ime u NK Sloga Draganić. 1951. godine klub se uključuje u službena natjecanja Karlovačkog podsaveza. Prva utakmica je odigrana 25. srpnja 1951. godine. 1960. godine, klub mijenja ime u NK Omladinac Draganić, a to ime nosi do 1993. godine, kada mijenja ime u NK Agrocroatia zbog sponzorstva. 1994. godine, klub ostvaruje povijesni uspjeh, te ulazi u 4. HNL. 1995. godine klub mijenja ime u današnje, NK Draganić. Reorganizacijom natjecanja, klub postaje član 3. HNL Zapad. Ponovnom reorganizacijom natjecanja 1997. godine klub ispada u 1. ŽNL, gdje se i danas natječe.

### Plasmani kluba kroz povijest
| Sezona      | Liga                                                 | Plasman                                              |
| ----------- | ---------------------------------------------------- | ---------------------------------------------------- |
| 1951.       | Zonska nogometna liga Karlovac – Sjeverna grupa      | 7. mjesto                                            |
| 1952.       | Zonska nogometna liga Karlovac                       | 5. mjesto                                            |
| 1952./53.   | Zonska nogometna liga Karlovac                       | 4. mjesto                                            |
| 1953./54.   | Zonska nogometna liga Karlovac                       | odustao nakon jesenskog dijela prvenstva (8. mjesto) |
| 1954./55.   | Karlovačka nogometna liga                            | 6. mjesto                                            |
| 1955./56.   | Karlovačka nogometna liga                            | 4. mjesto                                            |
| 1956./57.   | Podsavezna nogometna liga NP Karlovac Sjeverna grupa | 12. mjesto                                           |
| 1958./59.   | Podsavezna nogometna liga NP Karlovac Sjeverna grupa | odustao nakon 13. kola (10. mjesto)                  |
| 1959./60.   | Podsavezna nogometna liga NP Karlovac                | 7. mjesto                                            |
| 1960./61.   | Podsavezna nogometna liga NP Karlovac                | 5. mjesto                                            |
| 1961./62.   | Podsavezna nogometna liga NP Karlovac                | 3. mjesto                                            |
| 1964./65.   | Podsavezna nogometna liga NP Karlovac                | 8. mjesto                                            |
| 1965./66.   | Podsavezna nogometna liga NP Karlovac                | 3. mjesto                                            |
| 1966./67.   | Podsavezna nogometna liga NP Karlovac                | 10. mjesto                                           |
| 1967./68.   | 2. Podsavezna nogometna liga NP Karlovac             | 7. mjesto                                            |
| 1968./69.   | Područna nogometna liga NSP Karlovac 2. razred       | 5. mjesto                                            |
| 1969./70.   | Područna nogometna liga NSP Karlovac 2. razred       | 6. mjesto                                            |
| 1970./71.   | Međupodručna nogometna liga Karlovac                 | 10. mjesto                                           |
| 1971./72.   | Područna nogometna liga NSP Karlovac                 | 10. mjesto                                           |
| 1972./73.   | Područna nogometna liga NSP Karlovac                 | 11. mjesto                                           |
| 1973./74.   | Područna nogometna liga NSP Karlovac                 | 13. mjesto                                           |
| 1974./75.   | Međupodručna nogometna liga                          | 10. mjesto                                           |
| 1975./76.   | Područna nogometna liga NSP Karlovac 1. razred       | 8. mjesto                                            |
| 1976./77.   | Područna nogometna liga NSP Karlovac 2. razred       | 3. mjesto                                            |
| 1977./78.   | 2. općinska nogometna liga Karlovac                  | 10. mjesto                                           |
| 1978./79.   | 2. općinska nogometna liga Karlovac                  | 3. mjesto                                            |
| 1979./80.   | 1. općinska nogometna liga Karlovac                  | 13. mjesto                                           |
| 1980./81.   | 2. općinska nogometna liga Karlovac                  | 3. mjesto                                            |
| 1981./82.   | 2. općinska nogometna liga Karlovac                  | 5. mjesto                                            |
| 1982./83.   | 2. općinska nogometna liga Karlovac                  | 8. mjesto                                            |
| 1983./84.   | 2. općinska nogometna liga Karlovac                  | 8. mjesto                                            |
| 1984./85.   | 2. općinska nogometna liga Karlovac                  | 10. mjesto                                           |
| 1985./86.   | 2. općinska nogometna liga Karlovac                  | 4. mjesto                                            |
| 1986./87.   | 2. općinska nogometna liga Karlovac                  | 3. mjesto                                            |
| 1987./88.   | 2. općinska nogometna liga Karlovac                  | 5. mjesto                                            |
| 1988./89.   | 2. općinska nogometna liga Karlovac                  | 1. mjesto                                            |
| 1989./90.   | 1. općinska nogometna liga Karlovac                  | 10. mjesto                                           |
| 1990./91.   | 1. općinska nogometna liga Karlovac                  | 11. mjesto                                           |
| 1994./95.   | 4. HNL NS Zagrebačke regije – Zapad                  | 14. mjesto                                           |
| 1995./96.   | 3. HNL MNO Središte – Zapad                          | 14. mjesto                                           |
| 1996./97.   | 3. HNL MNO Središte – Zapad                          | 16. mjesto                                           |
| 1997./98.   | 1. ŽNL Karlovačka                                    | 16. mjesto                                           |
| 1998./99.   | 3. ŽNL Karlovačka                                    | 7. mjesto                                            |
| 1999./2000. | 3. ŽNL Karlovačka                                    | 5. mjesto                                            |
| 2000./01.   | 2. ŽNL Karlovačka                                    | 7. mjesto                                            |
| 2001./02.   | 2. ŽNL Karlovačka                                    | 7. mjesto                                            |
| 2002./03.   | 3. ŽNL Karlovačka                                    | 7. mjesto                                            |
| 2006./07.   | 1. ŽNL Karlovačka                                    | 10. mjesto                                           |
| 2007./08.   | 1. ŽNL Karlovačka                                    | 8. mjesto                                            |
| 2008./09.   | 1. ŽNL Karlovačka                                    | 7. mjesto                                            |
| 2009./10.   | 1. ŽNL Karlovačka                                    | 6. mjesto                                            |
| 2010./11.   | 1. ŽNL Karlovačka                                    | 9. mjesto                                            |
| 2011./12.   | 1. ŽNL Karlovačka                                    | 9. mjesto                                            |
| 2012./13.   | 1. ŽNL Karlovačka                                    | 13. mjesto                                           |
| 2013./14.   | 1. ŽNL Karlovačka                                    | 6. mjesto                                            |
| 2014./15.   | 1. ŽNL Karlovačka                                    | 6. mjesto                                            |
| 2015./16.   | 1. ŽNL Karlovačka                                    | 7. mjesto                                            |
| 2016./17.   | 1. ŽNL Karlovačka                                    | 9. mjesto                                            |

## Vanjske poveznice
- Facebook stranica kluba
- Blog posvećen klubu